# Zug United
Zug United je florbalový klub ze švýcarského města Zug. Klub byl založen v roce 2004 spoluprací oddílů UHC Einhorn Hünenberg, UHC Astros Rotkreuz, UHC Zugerland, UHC White Indians Baar-Inwil a UHC Zuger Highlands z kantonu Zug.
Mužský tým hraje Unihockey Prime League, nejvyšší švýcarskou soutěž. Do té poprvé postoupil pro sezónu 2011/2012, ve které se ale v soutěži neudržel. Podruhé se do ní, již nastálo, probojoval v roce 2017. V roce 2020 tým vyhrál Švýcarský pohár. V sezóně 2023/2024 získal svůj první ligový mistrovský titul (a zároveň znovu i pohár).
Ženský tým také hraje nejvyšší soutěž, ve které navázal na svého předchůdce UHC Zuger Highlands. V sezóně 2023/2024 tým získal titul vicemistra, zlato v poháru a vítězství v Supercupu, ke kterým ho dovedla česká trenérka Natálie Martináková. Tým má i další tři pohárové tituly z let 2003 (UHC Zuger Highlands), 2007 a 2014.

## Čeští hráči a trenéři
- Radim Cepek (trenér juniorů, od 2017)
- Petr Kožušník (2009–2011, 2012)
- Natálie Martináková (trenérka 2022–2024)
- Dana Nesměráková (Bursová) (UHC Zuger Highlands 2005–2006, 2007)
- Kamila Paloncyová (2020–2022)
- Denisa Ratajová (od 2022)
- Martina Řepková (od 2023)
- Ivana Šupáková (od 2020)
- Eliška Vrátná (2010–2011)

## Další známí hráči a trenéři
- Johan von der Pahlen (2013–2014)
- Sascha Rhyner (trenér, 2022)